# Mieczysław Figuła
Mieczysław Figuła (ur. 11 maja 1905 w Czernichowie, zm. 23 października 1943 w Oświęcimiu) – polski działacz socjalistyczny, robotniczy i komunistyczny, ofiara zbrodni hitlerowskich.  
Wychował się w rodzinie robotniczej. Po szkole powszechnej wyuczył się zawodu murarza. Do Chropaczowa trafił w poszukiwaniu pracy, znalazł ją w lipińskiej hucie cynku „Silesia”. Od 1927 był członkiem PPS-Lewicy. Za tę działalność został wyrzucony z pracy w 1930.
W 1932 wstąpił do KPP. W 1934 aresztowano go za działalność komunistyczną. Zwolniono po 7 miesiącach. Później został sekretarzem Komitetu Dzielnicowego KPP w Lipinach. W marcu 1936 został aresztowany wraz z Władysławem Gomułką. Skazano go na 3 lata więzienia. Wyszedł w kwietniu 1939.
W czasie okupacji pracował w różnych miejscach na Górnym Śląsku. Był organizatorem PPR. W sierpniu 1943 został aresztowany. Najpierw więziono go w Mysłowicach, po czym wywieziono do obozu koncentracyjnego w Oświęcimiu, gdzie 23 października 1943 został zamordowany.